# Bastion
En bastion er en struktur, der rager ud fra forsvarsmur på en fæstning, typisk med en kantet form og placeret ved hjørnerne af fæstningen. Den fuldt udviklede bastion består af to flanker og to fronter, hvor skud fra flankerne kan beskytte både muren imellem bastionerne og de tilstødende bastioner. Sammenlignet med de middelalderlige fæstningstårne, som de erstattede, tilbød bastioner en højere grad af passiv modstand og større muligheder for forsvar på afstand i en tid med krudtvåben. Som en del af militærarkitektur var bastionen et centralt element i den type befæstning, der dominerede fra midten af 1500-tallet til midten af 1800-tallet.